# Гіпсохромний зсув
Гі́псохр́омний зсув (гі́псохро́мне змі́щення, з Грецької ὕψος (ipsos) "висота"; and χρῶμα chrōma, "колір") — зміна позиції піку в абсорбційному, емісійному, трансемісійному чи розсіювальному спектрі молекули в область коротших хвиль (з більшою частотою і більшою енергією коливань).
Має альтернативну назву синій (блакитний) зсув, на відміну від батохромного зсуву — червоного.
Наприклад, для системи, що люмінесціює в УФ-промінях, завдяки наявності великої спряженої системи кратних зв'язків, видалення  кратних зв'язків з системи призводить до гіпсохромного зсуву – максимум спектру люмінесценції зміщується в блакитну область. Така ж ситуація спостерігається для наночастинок напівпровідників: зі зменшенням розміру таких частинок, їх спектр стає більш інтенсивним в блакитній області.